# Tombe dei sovrani di Scozia
Questo è l'elenco dei tombe dei sovrani di Scozia.
N.B.: Gli anni indicati tra parentesi posti immediatamente sotto il nome del sovrano sono le date di nascita e di morte del sovrano. Gli anni indicati sotto l'immagine della corona sono invece gli anni di regno.

## Sovrani di Scozia (848-1290)
Alpin (848-1034) 
| Sovrano                               | Immagine del sovrano | Luogo di sepoltura           | Immagine della tomba |
| ------------------------------------- | -------------------- | ---------------------------- | -------------------- |
| Kenneth I (810-858) (843-858)         |                      | Iona, Ebridi Interne, Scozia |                      |
| Donald I (812-862) (858-862)          |                      | Iona, Ebridi Interne, Scozia |                      |
| Costantino I (8??-877) (862-877)      |                      | Iona, Ebridi Interne, Scozia |                      |
| Aedh (858-878) (877-878)              |                      | Iona, Ebridi Interne, Scozia |                      |
| Giric (c. 878-889) (878-889)          |                      | Sconosciuto                  |                      |
| Eochaid (fl. 878-889) (878-889)       |                      | Sconosciuto                  |                      |
| Donald II (8??-900) (889-900)         |                      | Iona, Ebridi Interne, Scozia |                      |
| Costantino II (877-943) (900-952)     |                      | Iona, Ebridi Interne, Scozia |                      |
| Malcolm I (???-954) (943-954)         |                      | Sconosciuto                  |                      |
| Indulf (???-962) (954-962)            |                      | Iona, Ebridi Interne, Scozia |                      |
| Dubh (c. 928-967) (962-967)           |                      | Sconosciuto                  |                      |
| Cuilén (???-971) (967-971)            |                      | St Andrews, Scozia           |                      |
| Kenneth II (954-995) (971-995)        |                      | Iona, Ebridi Interne, Scozia |                      |
| Costantino III (c. 970-997) (995-997) |                      | Iona, Ebridi Interne, Scozia |                      |
| Kenneth III (c. 966-1005) (997-1005)  |                      | Iona, Ebridi Interne, Scozia |                      |
| Malcolm II (c. 954-1034) (1005-1034)  |                      | Iona, Ebridi Interne, Scozia |                      |

 Dunkeld (1034-1040) 
| Sovrano                              | Immagine del sovrano         | Luogo di sepoltura                 | Immagine della tomba |
| ------------------------------------ | ---------------------------- | ---------------------------------- | -------------------- |
| Duncan I (ca. 1001-1040) (1034-1040) |                              | Elgin, Scozia (sepoltura iniziale) |                      |
| Duncan I (ca. 1001-1040) (1034-1040) | Iona, Ebridi Interne, Scozia |                                    |                      |

 Moray (1040-1058) 
| Sovrano                                  | Immagine del sovrano | Luogo di sepoltura           | Immagine della tomba |
| ---------------------------------------- | -------------------- | ---------------------------- | -------------------- |
| Macbeth (c. 1005-1057) (1040-1057)       |                      | Iona, Ebridi Interne, Scozia |                      |
| Lulach (prima del 1033-1058) (1057-1058) |                      | Iona, Ebridi Interne, Scozia |                      |

 Dunkeld (1058-1286) 
| Sovrano                                 | Immagine del sovrano                        | Luogo di sepoltura                                                                                             | Immagine della tomba |
| --------------------------------------- | ------------------------------------------- | --- | -------------------- |
| Malcolm III (c. 1031-1093) (1058-1093)  |                                             | Priorato e castello di Tynemouth, Scozia (sepoltura iniziale)                                                  |                      |
| Malcolm III (c. 1031-1093) (1058-1093)  | Abbazia di Dunfermline, Dunfermline, Scozia | |                      |
| Donald III (c. 1032-1099) (1093-1094)   |                                             | Abbazia di Dunfermline, Dunfermline, Scozia oppure Cattedrale di Dunkeld, Dunkeld, Scozia (sepoltura iniziale) |                      |
| Donald III (c. 1032-1099) (1093-1094)   | Iona, Ebridi Interne, Scozia                | |                      |
| Duncan II (c. 1060-1094) (1094)         |                                             | Abbazia di Dunfermline, Dunfermline, Scozia oppure Iona, Ebridi Interne, Scozia                                |                      |
| Donald III (c. 1032-1099) (1094-1097)   |                                             | Abbazia di Dunfermline, Dunfermline, Scozia oppure Cattedrale di Dunkeld, Dunkeld, Scozia (sepoltura iniziale) |                      |
| Donald III (c. 1032-1099) (1094-1097)   | Iona, Ebridi Interne, Scozia                | |                      |
| Edgar (c. 1074-1107) (1097-1107)        |                                             | Abbazia di Dunfermline, Dunfermline, Scozia                                                                    |                      |
| Alessandro I (c. 1078-1124) (1107-1124) |                                             | Abbazia di Dunfermline, Dunfermline, Scozia                                                                    |                      |
| Davide I (c. 1084-1153) (1124-1153)     |                                             | Abbazia di Dunfermline, Dunfermline, Scozia                                                                    |                      |
| Malcolm IV (1141-1165) (1153-1165)      |                                             | Abbazia di Dunfermline, Dunfermline, Scozia                                                                    |                      |
| Guglielmo I (c. 1142-1214) (1165-1214)  |                                             | Abbazia di Arbroath, Arbroath, Scozia                                                                          |                      |
| Alessandro II (1198-1249) (1214-1249)   |                                             | Abbazia di Melrose, Melrose, Scozia                                                                            |                      |
| Alessandro III (1241-1286) (1249-1286)  |                                             | Abbazia di Dunfermline, Dunfermline, Scozia                                                                    |                      |

 Sverre (1286-1290) 
| Sovrano                            | Immagine del sovrano | Luogo di sepoltura              | Immagine della tomba |
| ---------------------------------- | -------------------- | ------------------------------- | -------------------- |
| Margherita (1283-1290) (1286-1290) |                      | Christ Church, Bergen, Norvegia |                      |

## Sovrani di Scozia (1292–1296)

### Balliol (1292–1296)
| Sovrano                                     | Immagine del sovrano | Luogo di sepoltura                               | Immagine della tomba |
| ------------------------------------------- | -------------------- | ------------------------------------------------ | -------------------- |
| Giovanni (c. 1249-dopo il 1314) (1292-1296) |                      | Chiesa di St. Waast, Bailleul-sur-Eaune, Francia |                      |

## Sovrani di Scozia (1306-1603)

### Bruce (1306-1371)
| Sovrano                           | Immagine del sovrano                          | Luogo di sepoltura                                  | Immagine della tomba |
| --------------------------------- | --------------------------------------------- | --------------------------------------------------- | -------------------- |
| Roberto I (1274-1329) (1306-1329) |                                               | Abbazia di Dunfermline, Dunfermline, Scozia (corpo) |                      |
| Roberto I (1274-1329) (1306-1329) | Abbazia di Melrose, Melrose, Scozia (cuore)   |                                                     |                      |
| Roberto I (1274-1329) (1306-1329) | St Serf's Church, Dumbarton, Scozia (viscere) |                                                     |                      |
| Davide II (1324-1371) (1329-1371) |                                               | Holyrood Abbey, Edimburgo, Scozia                   |                      |

Opposizione Inglese
| Sovrano                                                               | Immagine del sovrano | Luogo di sepoltura     | Immagine della tomba |
| --------------------------------------------------------------------- | -------------------- | ---------------------- | -------------------- |
| Edoardo Balliol (c. 1283-1367) (1332-1336) In opposizione a Davide II |                      | Doncaster, Inghilterra |                      |

### Stewart / Stuart (1371-1603)
| Sovrano                                  | Immagine del sovrano                        | Luogo di sepoltura                                                         | Immagine della tomba |
| ---------------------------------------- | ------------------------------------------- | -------------------------------------------------------------------------- | -------------------- |
| Roberto II (1316-1390) (1371-1390)       |                                             | Abbazia di Scone, Scone, Scozia                                            |                      |
| Roberto III (c.1337/40-1406) (1390-1406) |                                             | Abbazia di Paisley, Paisley, Scozia                                        |                      |
| Giacomo I (1394-1437) (1406-1437)        |                                             | Perth Charterhouse, Perth, Scozia                                          |                      |
| Giacomo II (1430-1460) (1437-1460)       |                                             | Holyrood Abbey, Edimburgo, Scozia                                          |                      |
| Giacomo III (1451/1452-1488) (1460-1488) |                                             | Cambuskenneth Abbey, Stirling, Scozia                                      |                      |
| Giacomo IV (1473-1513) (1488-1513)       |                                             | Sconosciuto                                                                |                      |
| Giacomo V (1512-1542) (1513-1542)        |                                             | Holyrood Abbey, Edimburgo, Scozia                                          |                      |
| Maria I (1542-1587) (1542-1567)          |                                             | Cattedrale di Peterborough, Peterborough, Inghilterra (sepoltura iniziale) |                      |
| Maria I (1542-1587) (1542-1567)          | Abbazia di Westminster, Londra, Inghilterra |                                                                            |                      |
| Giacomo VI (1566-1625) (1567-1603)       |                                             | Cappella di Enrico VII, Abbazia di Westminster, Londra, Inghilterra        |                      |

## Sovrani d'Inghilterra, di Scozia e d'Irlanda (1603-1651)

### Stuart (1603-1651)
| Sovrano                           | Immagine del sovrano | Luogo di sepoltura                                                  | Immagine della tomba |
| --------------------------------- | -------------------- | ------------------------------------------------------------------- | -------------------- |
| Giacomo I (1566-1625) (1603-1625) |                      | Cappella di Enrico VII, Abbazia di Westminster, Londra, Inghilterra |                      |
| Carlo I (1600-1649) (1625-1649)   |                      | Cappella di San Giorgio, Castello di Windsor, Windsor, Inghilterra  |                      |
| Carlo II (1630-1685) (1649-1651)  |                      | Cappella di Enrico VII, Abbazia di Westminster, Londra, Inghilterra |                      |

## Sovrani d'Inghilterra, di Scozia e d'Irlanda (1660-1707)

### Stuart (1660-1707)
| Sovrano                              | Immagine del sovrano                            | Luogo di sepoltura                                                  | Immagine della tomba |
| ------------------------------------ | ----------------------------------------------- | ------------------------------------------------------------------- | -------------------- |
| Carlo II (1630-1685) (1660-1685)     |                                                 | Cappella di Enrico VII, Abbazia di Westminster, Londra, Inghilterra |                      |
| Giacomo VII (1633-1701) (1685-1688)  |                                                 | Convento di Chaillot, Chaillot, Francia (cuore)                     |                      |
| Giacomo VII (1633-1701) (1685-1688)  | Scots College, Parigi, Francia (cervello)       |                                                                     |                      |
| Giacomo VII (1633-1701) (1685-1688)  | Saint-Germain-en-Laye, Francia (interiora)      |                                                                     |                      |
| Giacomo VII (1633-1701) (1685-1688)  | Chiesa dei Benedettini inglesi, Parigi, Francia | [ 5 ]                                                               |                      |
| Maria II (1662-1694) (1689-1694)     |                                                 | Cappella di Enrico VII, Abbazia di Westminster, Londra, Inghilterra |                      |
| Guglielmo II (1650-1702) (1689-1702) |                                                 | Cappella di Enrico VII, Abbazia di Westminster, Londra, Inghilterra |                      |
| Anna (1665-1714) (1702-1707)         |                                                 | Cappella di Enrico VII, Abbazia di Westminster, Londra, Inghilterra |                      |